# ハインリヒ・シュヴァルツ
ハインリヒ・シュヴァルツ（Heinrich Schwarz、1906年6月14日 - 1947年3月20日）は、ナチス・ドイツの親衛隊（SS）の隊員。最終階級は親衛隊大尉（SS-Hauptsturmführer）。
アウシュヴィッツ強制収容所のモノヴィッツ収容所の所長だった人物。

## 略歴
ミュンヘン出身。1931年にナチ党に入党（党員番号786.871）。その後、親衛隊（SS）に移籍した（隊員番号19.691）。マウトハウゼン強制収容所での勤務を経て、1941年9月からアウシュヴィッツ強制収容所に配属された。1943年11月からアウシュヴィッツ強制収容所の一部であるモノヴィッツ強制収容所の所長に任じられた。戦後、フランスの軍事法廷から死刑判決を受けて刑死した。